# واعظ (مجموعه تلویزیونی)
واعظ (به انگلیسی: Preacher) یک مجموعهٔ تلویزیونی آمریکایی است که سم کاتلین، اوان گلدبرگ و ست روگن توسعه داده‌اند، این مجموعه با بازیگری دومینیک کوپر در نقش «واعظ» برای شبکهٔ ای‌ام‌سی تهیه شده‌است. این مجموعه بر پایهٔ سری کتاب‌های کمیک واعظ اثر گارث انیس و استیو دیلون و منتشر شده از ورتیگو متعلق به دی‌سی کامیکس ساخته شده‌است. این مجموعه در ۹ سپتامبر ۲۰۱۵، با ده قسمت جمع‌آوری شد که برای اولین بار در ۲۲ مه ۲۰۱۶ به نمایش درآمد و در آخر این سریال در فصل ۴ به پایان خودش رسید.

## کلّیت داستان

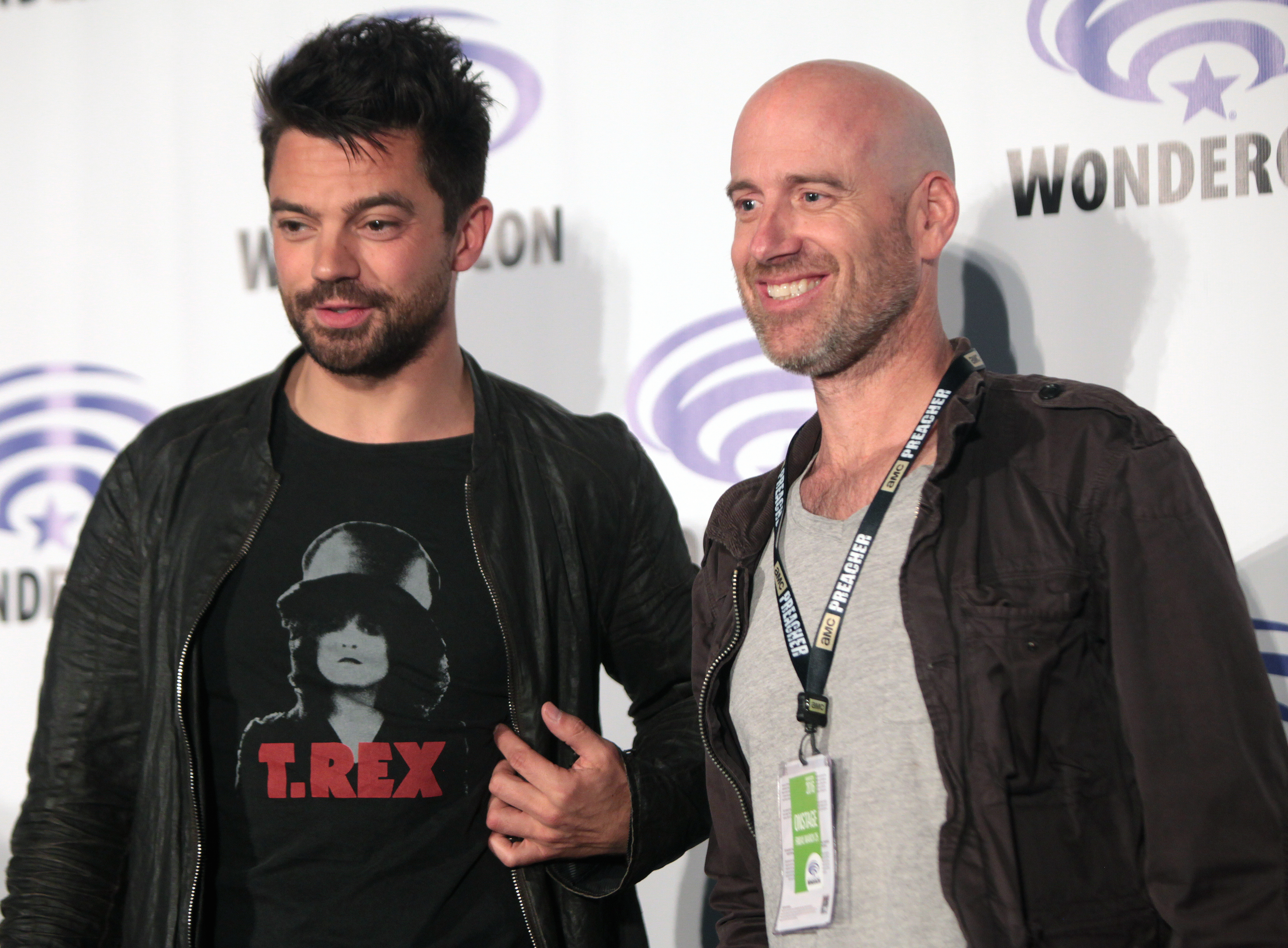
Dominic Cooper and Sam Catlin speaking at the 2016 WonderCon in Los Angeles, California

جسی کاستر یک واعظ مسیحی، مشروب‌خوار و سیگاری که بحران ایمانی دارد، قدرتی خارق‌العاده به دست می‌آورد. او به همراه دوست‌دختر سابق کله‌شقش، تولیپ و بهترین دوست خون‌آشامش، کسیدی، راهی مأموریتی می‌شوند تا ماهیت این قدرت و خودِ خدا را بیابند.

## بازیگران و شخصیت‌ها

### نقش‌های اصلی
- دومینیک کوپر در نقش جسی کاستر، یک واعظ سابقه‌دار که قدرتی به دست آورده که می‌تواند دیگران را وادار به کاری که می‌گوید بکند.[۲]
- جوزف گیلگان در نقش پرونشس کسیدی، خون‌آشامی ایرلندی که در راه پیدا کردن خدا به جسی و تولیپ می‌پیوندد.[۳]
- روث نگا در نقش تولیپ اوهیر، دوست‌دختر خشن و کله‌شق جسی.[۴]
- لوسی گریفیتس در نقش امیلی وودرو، یک مادر بیوه که در کلیسا مثل دستِ راستِ وفادار جسی به او کمک می‌کند. (فصل ۱)[۵]
- دبلیو ارل براون در نقش هیوگو روت، کلانتر شهر آنویل. (فصل ۱؛ مهمان در فصل ۲)[۶]
- درک ویلسون در نقش دانی اشنک، رقیب جسی از کودکی و دستیار کینکنن (فصل ۱)[۷][۸]
- ایان کالتی در نقش یوجین روت، فرزند کلانتر روت و مؤمن‌ترین در کلیسای جسی؛ صورت یوجین بعد از اقدام ناموفق خودکشی متلاشی شده‌است.[۹]
- تام بروک در نفش فیور، یکی از دو فرشتهٔ نگهبان موجودی نیمه‌شیطان - نیمه‌فرشته. (فصل ۱؛ مهمان در فصل ۲ و ۴)[۱۰]
- آناتول یوسف در نقش دبلان، یکی از دو فرشتهٔ نگهبان موجودی نیمه‌شیطان - نیمه‌فرشته. (فصل ۱)[۱۱]
- گراهام مک‌تاویش در نقش قدیس قاتلان، ماشین آدم‌کشی با قدرت فراطبیعی که برای نابودی جسی از جهنم به زمین فرستاده شده‌است.[۱۲]
- پیپ تورنس در نقش هر کلاوس استار، از اعضای سازمان قدرتمند و مخفی گریل. این شخصیت در فصل یکم بسیار کوتاه و بازی بازیگری دیگر نشان داده شده بود. (کمیو در فصل ۱؛ نقش اصلی در فصل ۲–۴)[۱۳][۱۴]
- نوآ تیلور در نقش آدولف هیتلر، از زندانیان جهنم. (فصل ۲–۴)[۱۵]
- جولی آن امری در نقش سارا فدراستون، از مأموران خبرهٔ سازمان گریل. (فصل ۲–۴)[۱۵]
- مالکوم برت در نقش هوور، از مأموران خبرهٔ سازمان گریل. (فصل 2 - 3)[۱۵][۱۶]
- بتی باکلی در نقش ماری لانژل، مادربزرگ جسی. (کمیو در فصل ۲؛ نقش اصلی فصل ۳)[۱۷][۱۸]
- کالین کانینگهام در نقش تی.سی. از نوچه‌های مادام لانژل. (کمیو در فصل ۲؛ نقش اصلی فصل ۳)[۱۶][۱۸][۱۹]
- مارک هیرلیک در نقش خودش/خدا، (مهمان در فصل ۱–۲؛ بازیگر دوره‌ای در ۳؛ نقش اصلی در ۴)[۲۰]
- تایسون ریتر در نقش هامپردو/ناجی و عیسی، هامپردو آخرین نوادهٔ عیسی است. ریتر در فصل ۴ در نقش عیسی نیز ظاهر شد. (مهمان در فصل ۲؛ بازیگر دوره‌ای در ۳؛ نقش اصلی در ۴)

### نقش‌های دوره‌ای
- جکی ارل هیلی در نقش اُدین کینکنن، مردی قدرتمند در آنْویل که در آنجا یک کشتارگاه با سابقهٔ ۱۲۵ سال دارد.[۲۱] در نسخهٔ ابتدایی الیزابت پرکینز در نقش کینکنن به شکل یک زن ظاهر شد امّا نویسندگان نهایتاً شخصیت را مرد در نظر گرفتند. (فصل ۱)[۲۲]
- ریکی میب در نقش مایلز پرسن، شهردار آنویل. (فصل ۱)
- جیمی آن آلمن در نقش بتسی اشنک، مازوخیست و همسر دانی (فصل ۱)[۷]
- ناتان دارو در نقش جان کاستر، پدر جسی. (فصل‌های ۱ و ۴)
- جولیانا پاتر در نقش سوزان، سرافی آدم‌کش. (فصل ۱)
- رونالد گوتمن در نقش دنیس، فرزند مسن کسیدی که در نیو اورلئان زندگی می‌کند. (فصل ۲)[۱۵]
- جاستین پرنتیس در نقش تایلر، زندانی‌ای در جهنم. (فصل ۲)[۱۵]
- ایمی هیل در نقش خانم منرینگ، زندانبان جهنم. (فصل ۲)
- جرمی چایلدز در نقش جُدی، نوچهٔ مادام لانژل که قاتل پدر جسی است. (فصل ۳)[۱۸]
- جانی کوین در نقش آل‌فادر دارونیک، فرماندهٔ سازمان گریل (فصل ۳)[۲۳]
- آدام کرواسدل در نقش اکاریوس، خون‌آشامی در نیواورلئان (فصل ۳)[۱۶]
- پرما کروز در نقش سابینا بوید، رقیب مادام لانژل. (فصل ۳)[۱۶]
- جیسون داگلاس در نقش شیطان، ارباب جهنم. (فصل ۳)
- دیوید فیلد در نقش فرشتهٔ مقرب، فرشته‌ای که سازمان گریل زندانی کرده‌است. (فصل ۴)

## قسمت‌ها
| فصل | قسمت‌ها | قسمت‌ها | تاریخ اصلی روی آنتن رفتن | تاریخ اصلی روی آنتن رفتن |
| فصل | قسمت‌ها | قسمت‌ها | اولین بار                | آخرین بار                |
| --- | ------ | ------ | ------------------------ | ------------------------ |
| ۱   | ۱۰     | ۱۰     | ۲۲ مه ۲۰۱۶               | ۳۱ ژوئیه ۲۰۱۶            |
| ۲   | ۱۳     | ۱۳     | ۲۵ ژوئن ۲۰۱۷             | ۱۱ سپتامبر ۲۰۱۷          |
| ۳   | ۱۰     | ۱۰     | ۲۴ ژوئن ۲۰۱۸             | ۲۶ اوت ۲۰۱۸              |
| ۴   | ۱۰     | ۱۰     | ۴ اوت ۲۰۱۹               | ۲۹ سپتامبر ۲۰۱۹          |

## جوایز و نامزدی‌ها
| سال  | جایزه                       | دسته                                           | نامزدی | نتیجه    | منبع   |
| ---- | --------------------------- | ---------------------------------------------- | --- | -------- | ------ |
| ۲۰۱۶ | جایزهٔ هالیوود پست الاینس    | بهترین صدابرداری - تلویزیون                    | یاون، مارک لیندن، ترا پاول | نامزدشده | [ ۲۴ ] |
| ۲۰۱۷ | انجمن فیلم‌برداران آمریکا    | بهترین سینماتوگرافی در مجموعه‌های تلویزیونی     | جان گریلو | نامزدشده | [ ۲۵ ] |
| ۲۰۱۷ | جایزهٔ انجمن کارگردانان هنری | بهترین مجموعهٔ تلویزیونی یک‌ساعت تک‌دوربینی معاصر | دیوید بلس، زولزکی، کیرست اگلسبی، درک جنسن، گرگوری جی. سندوال، تاوراسی. سی. ریورا، تایلر استندن، برندن آرینگتن، ایمی لین یومزو، ادوارد مک‌لفلین | نامزدشده | [ ۲۶ ] |
| ۲۰۱۷ | جایزه ساترن                 | بهترین مجموعهٔ تلویزیونی فانتزی                 | واعظ | نامزدشده | [ ۲۷ ] |
| ۲۰۱۸ | جایزه ساترن                 | بهترین مجموعهٔ تلویزیونی ترسناک                 | واعظ | نامزدشده | [ ۲۸ ] |
| ۲۰۱۹ | جایزه ساترن                 | بهترین مجموعهٔ تلویزیونی ترسناک                 | واعظ | نامزدشده | [ ۲۹ ] |